# Liste des conseillers régionaux d'Indre-et-Loire

## Mandature 2021-2028
Le département d'Indre-et-Loire compte 18 conseillers régionaux sur les soixante-dix-sept élus qui composent l'assemblée du Conseil régional du Centre-Val de Loire.
| Nom                 | Parti                                  | Parti | Groupe                                            | Autres mandats                   |
| ------------------- | -------------------------------------- | ----- | ------------------------------------------------- | -------------------------------- |
| Guillaume Crépin    |                                        | PS    | Socialistes, radicaux, citoyens                   | Adjointe au maire d'Amboise      |
| Mohamed Moulay      | Conseiller municipal de Joué-lès-Tours | PS    | Socialistes, radicaux, citoyens                   |                                  |
| Cathy Münsch-Masset |                                        | PS    | Socialistes, radicaux, citoyens                   |                                  |
| Pierre-Alain Roiron | Maire de Langeais                      | PS    | Socialistes, radicaux, citoyens                   |                                  |
| Jean-Patrick Gille  | Conseiller municipal de Tours          | PS    | Socialistes, radicaux, citoyens                   |                                  |
| Temanuata Girard    |                                        | DVG   | Socialistes, radicaux, citoyens                   | Conseillère municipale de Luynes |
| Catherine Gay       |                                        | DVG   | Socialistes, radicaux, citoyens                   |                                  |
| Aymeric Compain     |                                        | LFI   | Écologie et Solidarité                            |                                  |
| Betsabée Haas       |                                        | EELV  | Écologie et Solidarité                            | Ajointe au maire de Tours        |
| Gaëlle Lahoreau     |                                        | ÉCO   | Écologie et Solidarité                            |                                  |
| Isabel Teixeira     |                                        | PCF   | Communiste et Républicain                         |                                  |
| Marc Angenault      |                                        | LR    | Union de la Droite, du Centre et des Indépendants | Maire de Loches                  |
| Frédéric Augis      | Maire de Joué-lès-Tours                | LR    | Union de la Droite, du Centre et des Indépendants |                                  |
| Christine Fauquet   |                                        | UDI   | Union de la Droite, du Centre et des Indépendants | Maire de Saint-Règle             |
| Lionel Béjeau       |                                        | LAF   | Rassemblement national et alliés                  |                                  |
| Régine Flaunet      |                                        | RN    | Rassemblement national et alliés                  |                                  |
| Périco Légasse      |                                        | DVD   | Centre, démocrate, républicain et citoyen         |                                  |
| Sonia Pareux        |                                        | DVC   | Centre, démocrate, républicain et citoyen         |                                  |

## Mandature 2015-2021
Le département d'Indre-et-Loire compte 20 conseillers régionaux sur les soixante-dix-sept élus qui composent l'assemblée du Conseil régional du Centre-Val de Loire.
| Nom                    | Parti                                | Parti | Groupe                              | Autres mandats                           |
| ---------------------- | ------------------------------------ | ----- | ----------------------------------- | ---------------------------------------- |
| Isabelle Gaudron       |                                      | PS    | Socialistes, radicaux et démocrates | Adjointe au maire d'Amboise              |
| Jean-Patrick Gille     |                                      | PS    | Socialistes, radicaux et démocrates |                                          |
| Mohamed Moulay         |                                      | PS    | Socialistes, radicaux et démocrates | Conseiller municipal de Joué-lès-Tours   |
| Cathy Münsch-Masset    |                                      | PS    | Socialistes, radicaux et démocrates |                                          |
| Pierre-Alain Roiron    |                                      | PS    | Socialistes, radicaux et démocrates | Maire de Langeais                        |
| Pierre Commandeur      |                                      | LREM  | Socialistes, radicaux et démocrates | Conseiller municipal de Tours            |
| Mélanie Fortier        |                                      | PRG   | Socialistes, radicaux et démocrates |                                          |
| Charles Girardin       |                                      | Cap21 | Socialistes, radicaux et démocrates |                                          |
| Patrick Cintrat        |                                      | LR    | Union de la droite et du centre     |                                          |
| Claude Greff           |                                      | LR    | Union de la droite et du centre     |                                          |
| Isabelle Pain          |                                      | LR    | Union de la droite et du centre     |                                          |
| Jacques Chevtchenko    |                                      | UDI   | Union de la droite et du centre     |                                          |
| Christine Fauquet      | Maire de Saint-Règle                 | UDI   | Union de la droite et du centre     |                                          |
| Daniel Fraczak         |                                      | FN    | Front national                      | Adjoint au maire à La Chapelle-sur-Loire |
| Hélène O'Connell       | Conseillère municipal de Tours       | FN    | Front national                      |                                          |
| Véronique Péan         | Conseillère municipal Joué-lès-Tours | FN    | Front national                      |                                          |
| Stanislas de la Ruffie |                                      | FN    | Front national                      |                                          |
| Charles Fournier       |                                      | EÉLV  | Écologistes                         |                                          |
| Sabrina Hamadi         |                                      | EÉLV  | Écologistes                         |                                          |
| Alix Tery-Verbe        |                                      | EÉLV  | Écologistes                         |                                          |

## Mandature 2010-2015
L'Indre-et-Loire compte  18 conseillers régionaux sur les soixante-dix-sept élus qui composent l'assemblée du conseil régional du Centre issus des élections des 14 et 21 mars 2010.
Les 18 conseillers régionaux sont répartis en sept élus PS-PRG ou apparentés, quatre élus UMP-NC ou apparentés, trois élus EÉLV ou apparentés, deux élus PCF-PG ou apparentés, un élu FN, et un élu non inscrit.
| Identité | Identité             | Groupe        | Positionnement       | Autres mandats                 |
| -------- | -------------------- | ------------- | -------------------- | ------------------------------ |
|          | Maryonne Barichard   | GC-FdG        | Majorité régionale   |                                |
|          | Jean-Marie Beffara   | PSa           | Majorité régionale   | Conseiller municipal de Loches |
|          | Jean-Michel Bodin    | GC-FdG        | Majorité régionale   |                                |
|          | Thibault Coulon      | Divers droite | Opposition régionale |                                |
|          | Clémence Dauphin     | PSa           | Majorité régionale   |                                |
|          | Gilles Deguet        | EÉ            | Majorité régionale   |                                |
|          | Angélique Delahaye   | UPRC          | Opposition régionale |                                |
|          | Christine Fauquet    | UPRC          | Opposition régionale |                                |
|          | Mélanie Fortier      | PSa           | Majorité régionale   |                                |
|          | Isabelle Gaudron     | PSa           | Majorité régionale   |                                |
|          | Gilles Godefroy      | FN            | Opposition           |                                |
|          | Saadika Harchi       | EÉ            | Majorité régionale   |                                |
|          | Roger Mahoudeau      | UPRC          | Opposition régionale |                                |
|          | Mohamed Moulay       | PSa           | Majorité régionale   |                                |
|          | Hervé Novelli        | UPRC          | Opposition régionale | Député-maire de Richelieu      |
|          | Pierre-Alain Roiron  | PSa           | Majorité régionale   |                                |
|          | Christophe Rossignol | EÉ            | Majorité régionale   |                                |
|          | Martine Salmon       | PSa           | Majorité régionale   |                                |

## Mandature 2004-2010
L'Indre-et-Loire compte  17 conseillers régionaux sur les soixante-dix-sept élus qui composent l'assemblée du conseil régional du Centre issus des élections des 21 et 28 mars 2004.
| Identité | Identité             | Groupe | Positionnement       | Autres mandats                                         |
| -------- | -------------------- | ------ | -------------------- | ------------------------------------------------------ |
|          | Jean-Marie Beffara   | PS     | Majorité régionale   | Conseiller municipal de Loches                         |
|          | Jean-Michel Bodin    | PCF    | Majorité régionale   |                                                        |
|          | Guillaume Deroubaix  | UMP    | Opposition régionale |                                                        |
|          | Denise Ferrisse      | PS     | Majorité régionale   |                                                        |
|          | Mélanie Fortier      | PRG    | Majorité régionale   |                                                        |
|          | Armelle Gantier      | FN     | Opposition           |                                                        |
|          | Isabelle Gaudron     | PS     | Majorité régionale   |                                                        |
|          | Jean Germain         | PS     | Majorité régionale   | Maire de Tours, 1er vice-président du Conseil régional |
|          | Colette Girard       | MoDem  | Opposition régionale |                                                        |
|          | Claude Greff         | UMP    | Opposition régionale | Députée de la 2e circonscription d'Indre-et-Loire      |
|          | Michel Jeau          | PCF    | Majorité régionale   |                                                        |
|          | Roger Mahoudeau      | UMP    | Opposition régionale |                                                        |
|          | Jean-Marie Panazol   | PS     | Majorité régionale   |                                                        |
|          | Christophe Rossignol | Verts  | Majorité régionale   |                                                        |
|          | Martine Salmon       | PS     | Majorité régionale   |                                                        |
|          | Agnès Thibal         | Verts  | Majorité régionale   |                                                        |
|          | Jean Verdon          | FN     | Opposition           |                                                        |